# Vzhodnoslovanski jeziki
Vzhodnoslovanski jeziki so skupina jezikov, ki so del slovanske veje indoevropske jezikovne družine. Sestavljajo eno izmed treh podskupin slovanskih jezikov. 
Razširjeni so na območju vzhodne Evrope, severne Azije in Kavkaza. Med slovanskimi jeziki imajo vzhodnoslovanski največ govorcev. Živi jeziki te skupine so ruščina, beloruščina in ukrajinščina. Med vzhodnoslovanske jezike pa prištevajo tudi rusinščino, ki jo obravnavajo ali kot ločen jezik, ali pa kot narečje ukrajinščine.
Vzhodnoslovanski jeziki izhajajo iz skupnega prednika, iz starovzhodnoslovanščine (staroruščine), narečne skupine praslovanščine, ki se je razdelila v 14.-15. stoletju na tri skupine, ki jih poznamo danes.
Govorci vzhodnoslovanskih dialektov praslovanščine so v sredini 1. tisočletja našega štetja poselili veliko območje vzhodne Evrope, in se hkrati ločili od govorcev drugih skupin slovanskih dialektov ter od slovanske pradomovine. Na osnovi vzhodnoslovanskih dialektov, je nastala starovzhodnoslovanščina oziroma staroruščina. Do približno 14. stoletja se je ohranila kot glavni jezik vzhodnih Slovanov na tem območju.
V 14. stoletju je zaradi prevladujočega zgodovinskega položaja - vpadov mongolskih in tatarskih ljudstev in širjenja Litovske kneževine prišlo do vidnejših razlik med govori nastajajočih vzhodnoslovanskih jezikov. V 15. stoletju so pisni spomeniki že dovolj jasno odražali značilnosti in razlike nastajajočih novih jezikov – ruščine (velikoruščina), ukrajinščine ter beloruščine. V ukrajinščini in beloruščini je zapisan jezik že odražal skupne značilnosti nastajajočih jezikov in njune posebne značilnosti. V 17. in 18. stoletju se je ta proces zaradi širjenja Moskovske države in politične krepitve Katarine Velike, upočasnil. Nekateri govorijo celo o začasnem premoru v tradiciji razvoja beloruskega in ukrajinskega knjižnega jezika. V literaturi sta se novonastala ukrajinščina in beloruščina ustalili šele v 19. stoletju, pri čemer sta bili, zaradi odsotnosti od pismene tradicije, bolj usmerjeni k ljudskemu pogovornemu jeziku. V pismenih spomenikih iz 16. – 17. stoletja, se vse bolj in bolj pojavlja živi govor. V tem času je bil pomemben tudi razkol med cerkveno tradicijo ter posvetno pismenostjo. V besedilih sta se v 18. stoletju pojavljala bolj raznolika tematika in stil. Šele v začetku 19. stoletja, pa se je začelo oblikovanje novega ruskega knjižnega jezika.
Medsebojno razmerje ruščine, ukrajinščine in beloruščine je precej zapleteno. Beloruščino in ruščino združuje pomembna stopnja razvoja mehkih soglasnikov: beloruščina je združena z južnovelikoruskimi dialekti akanja. Južnovelikoruski govori, beloruščina in ukrajinščina so združeni s karakteristikami pripornega g (г), kateremu nasprotuje velikoruski (in tudi rusko literarni) zapornik g. Za ukrajinščino in severnovelikoruske govore je značilno okanje. Na obmejnih območjih vseh treh jezikov se pojavljajo govori, ki združujejo značilnosti sosednjih jezikov, tako imenovanih prehodnih jezikov. V ukrajinščini in beloruščini, posebno v knjižnem jeziku, pomembno mesto zavzema splošno besedje, ki je zelo pogosto prevzeto iz poljščine, istočasno pa je v vseh treh vzhodnoslovanskih jezikih značilen skupno besedje, nastalo kot rezultat skupnega izvora in vzporednega razvoja. Staroslovansko besedišče, ki ima pomembno mesto v ruskem besedju, ima več skupnih značilnosti z ukrajinščino, kot z beloruščino. Hkrati pa ima na področju fonetike ukrajinščina morda več novih pojavov kot beloruščina in ruščina, ki sta na tem področju tesneje povezani. Vzhodnoslovanski jeziki predstavljajo med seboj najbolj tesno povezano sorodno skupino slovanskih jezikov.

## Klasifikacija
Poleg ruščine, ukrajinščine in beloruščine, nekateri status samostojnega jezika priznavajo tudi rusinščini, kar je še vedno predmet znanstvenih sporov.                  
Med mrtve jezike vzhodnoslovanskih jezikov uvrščamo:                                                                  
a) starovzhodnoslovanščino oziroma staroruščino - splošni prednik vseh jezikov te skupine                 
b) zahodnoruski jezik - knjižni jezik Velike litovske kneževine in                                                            
c) staro novgorodščino - izumrlo osamosvojeno narečje starovzhodnoslovanščine

### Delitev vzhodnoslovanskih jezikov
a) severovzhodna vzhodna slovanščina
·        ruščina
·        beloruščina
b) jugozahodna vzhodna slovanščina
·        ukrajinščina

#### Narečne ploskve vzhodnoslovanskih jezikov
Beloruščina
·        jugozahodno narečje
·        severnozahodno narečje
·        srednje beloruski govori
Ukrajinščina
·        severno narečje
·        jugovzhodno narečje
·        jugozahodno narečje
Ruščina
·        severna narečna skupina
·        srednja narečna skupina (moskovska) – standardna knjižna ruščina
·        južna narečna skupina

## Opis jezikov
Vzhodnoslovanske jezike govorijo Rusi, Ukrajinci ter Belorusi. 
55.000 Rusinov ima svojo nacionalno identiteto, ki ji pripisuje tudi poseben vzhodnoslovanski jezik.
Ruščina je najbolj razširjen slovanski jezik, ki ga govori okoli 150 milijonov ljudi. Ker je bil uradni jezik nekdanje Sovjetske zveze, ga pogosto uporabljajo tudi prebivalci zunaj sedanje Ruske federacije. Večina državljanov Belorusije govori rusko, zlasti v javni sferi. Približno 30 % ukrajinskih državljanov prav tako govori rusko v zasebnem in gospodarskem življenju, predvsem v jugovzhodnih mestih, kjer živi velika ruska manjšina.
Ukrajinščina je po številu govorcev drugi slovanski jezik, ki ga govori več kot 47 milijonov prebivalcev in ga razume več kot 60 milijonov prebivalcev zunaj meja Ukrajine, predvsem prebivalcev nekdanje Sovjetske zveze in vzhodne Poljske. Ukrajinski jezik je uradni jezik Ukrajine in ga večinoma uporabljajo ukrajinski intelektualci, zaposleni v uveljavljenih ustanovah.
Za rusinščino je značilen vpliv ukrajinščine in slovaščine. Različico rusinščine govorijo še v Srbiji, na Hrvaškem in Slovaškem, vendar se ta razlikuje od variante na Poljskem in v Ukrajini. Ukrajinski jezikoslovci menijo, da je rusinski govor zakarpatske Ukrajine ukrajinsko narečje.
Beloruščino govori več kot 5.000.000 ljudi, večinoma v Belorusiji. V javnem življenju se uporablja predvsem ruski jezik. Ovira nemotenemu razvoju beloruskega jezika je politika, večina tiska izhaja v ruščini. V povprečju beloruski jezik uporablja le 10 % beloruskih medijev.

## Pisava
Konec 10. stoletja, so vzhodni Slovani v povezavi s širjenjem krščanstva prejeli pisavo, ki je prišla iz Bolgarije. Sodobni vzhodnoslovanski jeziki uporabljajo cilirično abecedo (azbuka). Pisave vzhodnoslovanskih jezikov se med seboj razlikujejo.
| #   | Ruščina | Ruščina              | Beloruščina | Beloruščina      | Ukrajinščina | Ukrajinščina     |
| #   | črka    | latinica             | črka        | latinica         | črka         | latinica         |
| --- | ------- | -------------------- | ----------- | ---------------- | ------------ | ---------------- |
| 1.  | А а     | a                    | А а         | a                | А а          | a                |
| 2.  | Б б     | b                    | Б б         | b                | Б б          | b                |
| 3.  | В в     | v                    | В в         | v                | В в          | v                |
| 4.  | Г г     | g                    | Г г         | γ                | Г г          | h                |
| 5.  | Д д     | d                    | Д д         | d                | Ґ ґ          | g                |
| 6.  | Е е     | je, ’e               | Е е         | je, ’e           | Д д          | d                |
| 7.  | Ё ё     | jo, ’o               | Ё ё         | jo, ’o           | Е е          | e                |
| 8.  | Ж ж     | ž                    | Ж ж         | ž                | Є є          | je, ’e           |
| 9.  | З з     | z                    | З з         | z                | Ж ж          | ž                |
| 10. | И и     | i                    | І і         | i                | З з          | z                |
| 11. | Й й     | j                    | Й й         | j                | И и          | y                |
| 12. | К к     | k                    | К к         | k                | І і          | ’i               |
| 13. | Л л     | l                    | Л л         | l                | Ї ї          | ji               |
| 14. | М м     | m                    | М м         | m                | Й й          | j                |
| 15. | Н н     | n                    | Н н         | n                | К к          | k                |
| 16. | О о     | o                    | О о         | o                | Л л          | l                |
| 17. | П п     | p                    | П п         | p                | М м          | m                |
| 18. | Р р     | r                    | Р р         | r                | Н н          | n                |
| 19. | С с     | s                    | С с         | s                | О о          | o                |
| 20. | Т т     | t                    | Т т         | t                | П п          | p                |
| 21. | У у     | u                    | У у         | u                | Р р          | r                |
| 22. | Ф ф     | f                    | Ў ў         | w                | С с          | s                |
| 23. | Х х     | h                    | Ф ф         | f                | Т т          | t                |
| 24. | Ц ц     | c                    | Х х         | h                | У у          | u                |
| 25. | Ч ч     | č                    | Ц ц         | c                | Ф ф          | f                |
| 26. | Ш ш     | š                    | Ч ч         | č                | Х х          | h                |
| 27. | Щ щ     | š’š’                 | Ш ш         | š                | Ц ц          | c                |
| 28. | Ъ ъ     | trdi znak - jer (ер) | Ꙑ ꙑ         | y - jeri (еры)   | Ч ч          | č                |
| 29. | Ꙑ ꙑ     | y - jeri (еры)       | Ь ь         | mehki znak - ерь | Ш ш          | š                |
| 30  | Ь ь     | mehki znak – ерь     | Э э         | e                | Щ щ          | šč               |
| 31. | Э э     | e                    | Ю ю         | ju, ’u           | Ю ю          | ju, ’u           |
| 32. | Ю ю     | ju, ’u               | Я я         | ja, ’a           | Я я          | ja, ’a           |
| 33. | Я я     | ja, ’a               |             |                  | Ь ь          | mehki znak - ерь |

## Besedišče

### Praslovansko besedje
V praslovanskem besedju lahko razlikujemo neprevzeto in prevzeto plast. Praslovansko neprevzeto besedje je bilo v praslovanščino podedovano iz pozne praindoevropščine ali pa je nastalo na eni od faz postopnega oblikovanja praslovanščine. Osnovno praslovansko besedje je splošnoindoevropsko in praindoevropsko (psl. *sněgъ ‘sneg’, *berza ‘breza’, *myšь ‘miš’, *bratrъ ‘brat’, *oko ‘oko’). Nesplošnoindoevropsko besedje, ki je nastalo vzporedno v praslovanščini oziroma v eni od njenih predstopenj in indoevropskih jezikovnih vejah, ki so bile v različnih obdobjih v ozemeljskem stiku z nastajajočo praslovanščino, je baltoslovansko-indoiransko (psl. *čьrnъ ‘črn’), baltoslovansko-germansko-italsko (psl. *borda ‘brada’), baltoslovansko-germansko (psl. *pęstь ‘pest’), baltoslovansko (psl. *ledъ ‘led’, *lipa ‘lipa’, *korva ‘krava’, *tьstь ‘tast’, *golva ‘glava’). Najmlajšega nastanka je besedje, ki je nastalo v praslovanščini (psl. *morzъ ‘mraz’, *trava ‘trava’, *lisa ‘lisica’, *mǫžь ‘mož’, *koža ‘koža’). Praslovansko prevzeto besedje je bilo v že izoblikovano praslovanščino prevzeto iz praslovanščini ozemeljsko stičnih jezikov. Razvidne so predvsem naslednje plasti izposojenk: pragermanske ali gotske izposojenke so v praslovanščino prišle še v pradomovini pred slovansko razselitvijo (psl. *buky ‘bukev’, *xlěbъ ‘kruh’, *kъnęʒь ‘knez’, *myto ‘plačilo, darilo’, *šelmъ ‘čelada’). Obstajajo tudi staroromanske in starovisokonemške izposojenke, ki pa so bolj značilne za južne in zahodne Slovane.
Večji del besedišča vzhodnoslovanskih jezikov je podedovanega iz praslovanščine. Poleg tega obstajajo tudi tipični vzhodnoslovanski elementi, ki so značilni samo za to skupino jezikov, prav tako pa tudi besede, ki so nastale dokaj pozno v določenih vzhodnoslovanskih jezikih. V besedišču vzhodnoslovanskih jezikov so tudi izposojenke iz turkskih, finsko-ugrofinskih, samojedskih, baltskih, iranskih, različnih germanskih (gotščina, stara nordijščina) in drugih jezikov. V sodobni ruščini je veliko izposojenk iz zahodnoevropskih jezikov (predvsem francoščine, nemščine, v zadnjem času tudi angleščine). V ukrajinščini in beloruščini pa se odraža močan vpliv poljskega besedišča.

## Zgodovina

### Praslovanščina
Predhodna stopnja slovanskih jezikov je praslovanščina – slovanski skupni jezik časovnega obdobja, ki je svoj jezikovni sestav spreminjal od razpada indoevropske jezikovne skupnosti pa vse do prvega tisočletja našega štetja. Slovanske jezike so po razpadu praslovanske skupnosti preoblikovali številni fonetični, morfološki in drugi jezikovni procesi, ki so precej spremenili prvotno praslovansko jezikovno osnovo v vsakem od njih. Praslovansko osnovo slovanskih jezikov lahko le rekonstruiramo, saj nimamo pisnih dokazov o obliki in sestavi tega jezika. Do najstarejših oblik praslovanščine pridemo s primerjanjem slovanskih jezikov in drugih jezikov indoevropske jezikovne skupine. V veliko pomoč so nam tudi pisni spomeniki slovanskih jezikov od najstarejše dobe do danes, predvsem napisani v prvem knjižnem slovanskem jeziku – v stari cerkveni slovanščini. 

### Vzhodnoslovanska redakcija
Cerkvenoslovanski jezik vzhodnoslovanske redakcije je močno vplival na oblikovanje kasnejšega ruskega knjižnega jezika. Cerkveno slovanščino so vzhodni Slovani, ko je v 10. stoletju preko knjig prišla k njim, sprejeli kot knjižni jezik. Obravnavali so jo kot jezik bogoslužja in duhovne književnosti.  Na vzhodnoslovanskem govornem področju je od 11. do 17. stoletja obstajala posebna jezikovna situacija – diglosija. To je sočasen obstoj dveh jezikov, od katerih prvega (v našem primeru cerkveno slovanščino) uporabniki sprejemajo kot knjižno, pisno tradicijo in s tem sekundarno normo, drugega (vzhodnoslovanski jezik) pa kot vsakdanjo, nepisno, večinoma pogovorno različico prvotne norme. Pomembna značilnost diglosije je, da se uporabniki ne zavedajo, da sta to dva različna jezika. Zato med jezikoma ni prevodne korelacije. Do zatona cerkvenoslovanskega jezika je lahko prišlo šele, ko se je ta stabilna jezikovna situacija kot posledica kulturnopolitčnih, vrednostnih in jezikovnih sprememb zamajala v nestabilno  dvojezičje (tj. zavesten obstoj dveh jezikov, ki opravljata iste funkcije – oba sta knjižna, oba pogovorna itn.). Prevlada neknjižnega jezika nad vzhodnoslovansko različico cerkvene slovanščine pa ni bila enoplastna; dvojezičnost se je oblikovala prav na osnovi dveh različic cerkvenoslovanskega jezika: -na retorično okrašenem in slovnično normiranem knjižnem jeziku in na –prostorečju, navadnem knjižnem jeziku, ki ni bil stilistično opredeljen in v katerem so bila zbrana predvsem nevtralna sredstva knjižnega jezika. Prav slednja različica je oplemenitena z neknjižnimi, pogovornimi jezikovnimi prvinami poslužila kot osnova za nastanek ruskega knjižnega jezika novega tipa od 17. stoletja naprej.     
Obdobje diglosije so zaznamovali trije južnoslovanski kulturno-jezikovni vplivi, ki so (posredno prek bolgarske in srbske redakcije) vzhodnoslovansko različico cerkvene slovanščine preoblikovali po pravopisnih zakonitostih grškega jezika (cerkvenoslovanski jezik je na ta način postal sredstvo bizantizacije vzhodnoslovanske kulture). 
Spomeniki vzhodnoslovanske redakcije iz 11. stoletja so npr: Ostromirov evangelij (1056 – 1057), Svjatoslavov zbornik iz 1073 in Svjatoslavov zbornik iz 1076, Arhangelski evangelij (1092) in Čudovski psalter, kasnejši pa še Mstislavov evangelij (1115 – 1117), Galicki tetraevangelij (1144), Ospenski zbornik (12. in 13. stoletje) itn. 
Jezikovne značilnosti te redakcije so:
·        psl. *ě se v zapisu ohranja
·        psl. nosnika *ę in *ǫ se razvijeta – ę v ´a ali v a (za č, ž, š, j), ǫ pa v u
·        refleks *t´ je šč (čeprav je vzhodnoslovansko neknjižno razvojno č), d´ pa žd (čeprav je vzhodnoslovansko ž)
·        psl. *y je ohranjen
·        polglasnika *ь in *ъ se v krepkem položaju vokalizirata v o in e (se tako tudi izgovarjata), vendar se v zapisu še dolgo ohranjata (do 14. stoletja)
Nekatere cerkvenoslovanske prvine še danes obstajajo v ruskem knjižnem jeziku, npr.
·        nepolnoglasne oblike бре́мя 'breme', вре́мя 'čas', Влади́мир 'Vladimir', хладнокро́вие 'hladnokrvnost', proti vzhodnoslovanskim polnoglasnim oblikam хо́лод 'mraz', го́род 'mesto', здоро́вье 'zdravje', бере́менная 'noseča'
·        cerkvenoslovanski je tudi refleks žd < *d´, npr. убеди́ть 'prepričati' --> убежда́ть 'prepričevati' in убежде́ние 'prepričevanje', роди́ться 'roditi' --> рожда́ться 'rojevati' in рожде́ние 'rojstvo' proti vzhodnoslovanskim oblikam z ž, npr. ходи́ть 'hoditi' --> хожу́ 'hodim'
·        obeležje cerkvenoslovanskega jezika imajo besede npr. не́бо in небеса́, чудеса́, вселе́нная, saj bi izvorno rusko prišlo do prehoda poudarjenega ´e pred trdim soglasnikom v ´o, kot npr. v сёла, тётк.

### Starovzhodnoslovanščina
Starovzhodnoslovanščina – jezik vzhodnih Slovanov v obdobjih od 7. – 8. do 14. – 15. stoletja. Začetek zgodovine vzhodnoslovanščine datirajo s časom, ko se prvič omenja beseda Rus – konec prvega tisočletja. 
Tako kot v ostalih slovanskih jezikih, starovzhodnoslovanščina izhaja iz praslovanskega jezika in je posledica njegovega razpada in delitve na različne slovanske jezikovne skupine. V 10. stoletju so vzhodni Slovani razvili številne jezikovne značilnosti, ki so jih ločevale od južnih in zahodnih Slovanov. Te značilnosti so: polnoglasje, uporaba č[ч] in ž[ж] (dž[дж]), namesto praslovanskih sklopov *tj in *dj, odprava nosnih samoglasnikov in druge. Na splošno so bili fonetični slovnični sistemi podedovani od praslovanskega.
Do 12. stoletja je v starovzhodnoslovanščini zakon odprtega zloga (tendenca po naraščajoči zvočnosti; zlogi so se morali vedno končevati s samoglasnikom) deloval, z izjemo besed, ki so bile podedovane iz cerkvenoslovanščine.
Fonetične spremembe:   
·        sredina 10. stoletja – denazalizacija (izguba nosnih samoglasnikov ę in ǫ.). Nosna samoglasnika sta se v starovzhodnoslovanščini razvila v zaprta e in o (z možnostjo diftongizacije v ей (ej) и оу (oṷ) v določenih pozicijah), v ostalih dialektih pa v я (´a) in v у (u)
·        sredina 11. stoletja – sekundarno mehčanje soglasnikov, ki se je pojavilo v večini govorov južnega ruskega narečja (z izjemo zahodnega); prehod polmehkih soglasnikov v mehčane je vplival na vse soglasnike, razen ustničnikov (p, b, m, v, f) in na »r« 
·        konec 11. – začetek. 13. stoletja – izguba redukcijskih vokalov ь in ъ in njuna vokalizacija.
·        12. – 15. stoletje – prehod naglašenega 'e v 'о pred trdim soglasnikom (rus., belorus. ё, ukr. ьо)
·        12. – 16. stoletje – pojavitev mehčanih mehkonebnikov г', к', х' (g', k', h'); prehod гы, кы, хы > ги, ки, хи.
V koncu 12. in začetku 13. stoletja, je Kijevska Rusija razpadla, zaradi česar se je prenehal tudi proces oblikovanja skupnega jezika za vzhodnoslovanski jezik. Na osnovi ločenih teritorialnih dialektov iz 14. stoletja, se je začelo oblikovanje samostojnih, sorodnih, vzhodnoslovanskih jezikov, ruščine, beloruščine in ukrajinščine.

## Fonetične značilnosti vzhodnoslovanskih jezikov
Vzhodnoslovanski jeziki se od ostalih slovanskih skupin razlikujejo po sledečih lastnostih.
1. V 10. stoletju sta se odpravljena nosna samoglasnika (nosnika) ǫ in ę spremenila v »y« in v »’а«. Primeri:
·        psl. *pętь > rus. пя́ть, belorus. пя́ць, ukr. п'я́ть 'pet'
·        psl. *ǫzъkъjь > rus. у́зкий brus. ву́зкі, ukr. ву́зький  'ozek'
Pri vzglasnem *ǫ- se v beloruščini in ukrajinščini vrine protetični v-.
2. Premet jezičnikov (metateza likvid) v vzhodnoslovanskih jezikih:
Praslovanski sklopi *or, *ol, *er, in *el so se v vzhodnoslovanskih jezikih razvili v polnoglasje -оро- (»oro«), -оло-(»olo«), -ере- (»ere«) in -ело- (»elo«) v poziciji med dvema soglasnikoma. Primeri: rus. «го́род» 'mesto', «боло́то» 'blato', «молоко́» 'mleko', «бе́рег» 'breg', belorus. «го́рад», «малако́», «бе́раг» : stcsl. «градъ», «блато», «млѣко», «брѣгъ».
3. Vzhodnoslovanski nenaglašeni *o, v primerih *(C)oRC, *CelC, se v beloruščini v vseh položajih odraža kot a (o-jevsko akanje), v ruščini v prednaglasnem zlogu kot a, v predprednaglasnem zlogu in ponaglasnem zlogu po nadaljnji redukciji kot ə.
·        psl. *voda > rus. вода́ [vada], brus. вада́ [vada] 'voda'
·        psl. *gordъ > rus. го́род [gorət], brus. го́рад [γorat] 'mesto' 
4. Vzhodnoslovanski nenaglašeni *e, v primeru *CerC, se v beloruščini odraža kot ´a/a (e-jevsko akanje), v ruščini pa kot ´i/y (ikanje).
·        psl. *sestra > rus. сестра́ [s’istra], brus. сястра́ [s’astra]  'sestra'
5. Primarni vzhodnoslovanski o- se v vzhodnoslovanskih jezikih ohrani, v južno in zahodnoslovanskih jezikih pa se odraža kot je-. 
Primeri: rus. «оди́н» 'ena', «о́зеро» 'jezero', «оле́нь» 'jelen', belorus. «адзі́н», «во́зера», «але́нь», ukr. «оди́н», «о́зеро», «оле́нь» : bolg. «един», «езеро», «елен», češ. «jeden», «jezero», «jelen»
6. Starovzhodnoslovanščina je poznala vsesplošnoslovanski zveneč velarni (mehkonebni) zapornik g, ki se je v ohranil v knjižni ruščini («г»), v ukrajinščini in v beloruščini (ter v južni ruski narečni skupini) pa je prešel v zveneč velarni (mehkonebni) pripornik γ; po Juriju V. Ševeljovu se je odraz soglasnika g zgodil v drugi polovici 12. – začetku 13. stoletja. (toda Ruben I. Avanesov datira odraz v 11. – 1. polovice 12. stoletja).  V 16. stoletju se je v ukrajinščini g spirantiziral in se artikulacijsko pomaknil nazaj v grlni pripornik ɦ. Med zahodnoslovanskimi jeziki se je podoben prehod (vendar samostojno in v drugem času) zgodil v češčini, slovaščini in gornjelužiški srbščini. 
·        psl. *noga > rus. нога́ [naga] brus. нага́ [naγa], ukr. нога́ [noha] 'noga'
·        psl. *gorxъ > rus. горо́х [garox], brus. гаро́х [γarox], ukr. горо́х [horox] 'grah'
7. Praslovanska sklopa *tj in *dj, sta se v vzhodnoslovanskih jezikih razvila v soglasnika «ч» (č), «дж» (dž) (v ruščini poenostavljen v »ж« (ž)) za razliko od «шт», «жд», kar prikazuje odraz v južnoslovanskih jezikih in «ц», «дз» v zahodnoslovanskih jezikih. 
Primeri: 
·        rus. све́ча, рожа́ю, 
·        ukr. сві́чка, народжу́ю, 
·        belorus. све́чка,
·        pol. świeca, rodzę
·        sln. sveča 
8. Sklopa *stj in *zdj sta se razvila v «шч» («щ») in «ждж» in sta danes v takem stanju ohranjena v ukrajinščini ter beloruščini, v ruščini pa sta se razvila v /ш:/, /ж:/
9. Pri sklopih z ustničniki (p, b, m, v) je prišlo v vseh pozicijah do epentetičnega (vrinjenega) l. V zahodnoslovanskih jezikih se odraža samo na začetku besede, v južnoslovanskih jezikih pa se odraža nedosledno. Primer: 
·        rus. плюю́, земля́  ; pol. pluję, ziemia. 'pljuvam', 'zemlja'
10. Praslovanska krepka polglasnika *ъ *ь v položaju pred *j imata v ruščini odraza *’e, *o, v beloruščini ter ukrajinščini pa *’i, *y
·        psl. *šьja > rus. ше́я, belorus. шы́я, ukr. ши́я 'vrat'
·        psl. *živъjь > rus. живо́й, belorus. жывы́, ukr. живи́й 'živ'
11. Praslovanska *t in *d v položaju pred sprednjimi zložniki se v ruščini odražata kot mehčana zapornika t’ in d’, v beloruščini pa kot zlitnika c’ in dz’ (cekanje in dzekanje)
·        psl. *tixъjь > rus. ти́хий, belorus. ці́хi 'tih'
·        psl. *desętь > rus. де́сять, belorus, дзе́сяць 'deset'
12. Praslovanski trdonebni zlitniški soglasniški sklop *šč in se je v ruščini poenostavil v trdonebni dolg pripornik š’š’ in  <щ>, v ukrajinščini pa je otrdel v soglasniški sklop šč <шч>.
·        psl. piščalь > rus. пища́ль [p’iš’š’al’] ukr. пища́ль [pyščal’] 'piščal'

### Razvoj redukcijskih vokalov
Iz 12. – 13. stoletje sta se praslovanska redukcijska vokala jer «ь» in jor «ъ» reducirala, odvisno od stanja položaja v besedi. Značilno za vse vzhodnoslovanske jezike je to, da sta se v šibkem položaju izgubila, v krepkem pa prešla v »e« in v »o«.
·        stvsl. сънъ > rus. ukr. belorus. со́н
·        stvsl. съна > rus. ukr. belorus. сна́
·        stvsl. пьнь > rus. ukr. belorus. пе́нь
·        stvsl. пьня > rus. ukr. belorus. пня́
Daljni razvoj vokalizacije reduciranih vokalov so nadomestili pozni fonetični procesi kot so sovpad «ы» in «и» v ukrajinščini, otrditev sibilantov (sičnikov) in r v beloruščini ter delni prehod ['е] > ['о] v vseh treh jezikih. Južnoslovanski vpliv v ruščini je privedel do zamenjave nenaglašenega »o« (< «ы̌») in »e« (< «и̌») v «ы», «и»: ста́рый 'star', кра́йний 'zadnji'
Praslovanski in starovzhodnoslovanski *jь- v začetnem zlogu se je napeto reduciral v ukrajinščini in beloruščini, spremenjen s splošnimi pravili, v ruščini pa je prešel v «и»: 
·        psl. *jьstina, *jьměti > rus. и́стина, име́ть, ukr. і́стина, ма́ти, belorus. і́сціна, ме́ць 'resnica' 'imeti'
V ukrajinščini je prišlo do spremembe primarnih »o« in »e« v zlogu, ki je postal zaprt po izgubi šibkih «ъ», «ь» v zadnjem zlogu: »o« in »e« sta se podaljšala in diftongizirala: «конь» > «ко̄нь» > «куо͡нь» (z nadaljnjo spremembo diftonga v «и»: «кі́нь» 'konj').